# Maria von Rosen
Maria Elsa Ulrika von Rosen, född 19 april 1959 i Stockholm, är ett svenskt vårdbiträde och författare. 

## Biografi
Maria von Rosen är född i äktenskapet mellan greve Jan-Carl von Rosen och Ingrid von Rosen, född Karlebo. Vid 22 års ålder fick hon reda på att hennes biologiske far var Ingmar Bergman. Därmed är hon halvsyster till Lena, Eva, Jan, Mats, Anna, Ingmar jr och Daniel Bergman samt Linn Ullmann. På moderns sida är hon halvsyster till Anna von Rosen.
Maria von Rosen är medförfattare till boken Tre dagböcker (2004), där hennes mors sista tid i livet beskrivs i dagboksanteckningar av hennes mor, fadern och henne själv.

## Filmografi
Manus
- 1987 – Dåså (TV-film)
- 1988 – Bara Sara (TV-film)
- 1993 – Den ena kärleken och den andra (TV-serie)